# Ordre de Philippe le Magnanime

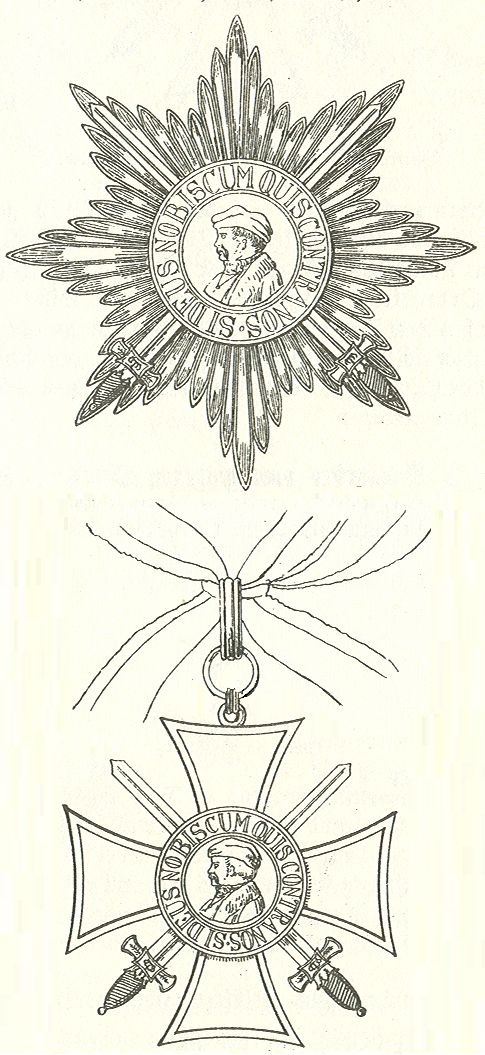
Grand-croix avec des épées (2e modèle).

L'ordre de Philippe le Magnanime est fondé le 1er mai 1840 par le grand-duc Louis II de Hesse en commémoration de l'ancêtre de la Maison, Philippe Ier, en tant qu'ordre du Mérite général. Le monarque régnant est grand maître et l'Ordre se classe directement derrière l'ordre de Louis de Hesse.

## Classes
L'ordre est initialement donné en quatre classes :
- Grand-croix
- Commandeur Ire et IIe classe
- Chevalier

Au cours de son existence, de nombreux changements de statut ont lieu. Le 1er mai 1849, c'est le fondement d'une croix d’argent de 5e classe et l’ajout des épées croisées par l’angle croisé en or et en argent pour la croix en argent. La classe de chevalier se divise en 2 classes le 10 novembre 1859. Le 14 mars 1876, l'ordre est rebaptisée l'ordre grand-ducal hessois de Philippe, mais par décret du cabinet du 14 novembre 1877, l'ancien nom est rétabli. En tant que faveur spéciale, l'Ordre peut ajouter une couronne en or à partir du 1er décembre 1881. En 1893, la remise de l'Ordre des épées est limité pour récompenser exclusivement des réalisations exceptionnelles au cours d'une guerre. Toutefois, il est possible de l'attribuer aux civils et expressément prévue. Le 11 juillet 1900, une croix d'honneur est créé, qui se place entre le classe de commandeur IIe classe et la classe de chevalier Ire classe. 
Un dernier changement a lieu le 17 juin 1911, avec l'ajout pour la croix de commandeur Ire classe, de rayons dorés dans les coins des bras de la croix. 
L'Ordre perdure jusqu’à la fin de la monarchie en 1918 avec sept classes :
- Grand-croix
- Commandeur Ire et IIe classe
- Croix d'honneur [3]
- Chevalier Ire et IIe classe
- Croix d'argent

## Médaille
La médaille est une croix de templier émaillée de blanc doré avec un médaillon superposé de haut ovale émaillé de bleu foncé (1er modèle). Il montre l'image colorée du landgrave Philippe Ier. Il tient dans sa main gauche un bâton quadruple décoré, avec la main droite il tient son épée. Autour du médaillon passe un cerceau émaillé blanc avec l’inscription en lettres dorées SI DEUS NOBISCUM QUIS CONTRA NOS (Si Dieu est avec nous, qui est contre nous). Au revers, un lion de Hesse rayé et couronné à plusieurs reprises, portant une épée de haut en bas dans sa patte droite. À maturité, LUDOVICUS II MAGN.  DUX HASSIAE INSTIT. (Louis II. Le grand-duc de Hesse a établi).
À partir du 1er mai 1849, on utilise une rondelle à la place du médaillon très ovale et il est dans l'avers de voir le portrait de buste en or tourné appliqué de gauche. Il en va de même à partir de ce point également pour l'étoile du sein des croix et pour la croix pectorale de la classe de commandeur Ire classe. 

## Port
La grand-croix est portée sur une écharpe de l'épaule gauche à la hanche droite, ainsi qu'avec une étoile en argent à huit rayons représentant l'image du médaillon. La classe de commandeur Ire et IIe classe se décore avec un collier avec, pour la première classe, une croix. La croix d'honneur est dorée dans le cerceau, autrement faite d'argent et sans émail. La croix de chevalier ne diffère que par les tailles 40 × 40 à 37 × 36,5 mm et, à l'instar de la croix d'argent, entièrement émaillée, elle est portée sur la bande du côté gauche de la poitrine. 
Le ruban est cramoisi avec de fines rayures bleues. 

## Autres
Déjà, depuis la fondation de l'Ordre, conformément au § 5 des statuts de 1840, les membres de l'ordre sont autorisés à ajouter le symbole de l'ordre à leurs armoiries, en fonction du niveau attribué. Les détendeurs de la Grand-croix sont autorisés à placer le symbole de l'ordre en plus la bande autour de l’écusson, la croix étant placée sur les extrémités de celui-ci qui sont tombées l’une sur l’autre. Pour la classe de commandeur, quant à elle, porte autour de l’écusson le ruban sur lequel est accroché le symbole de l’ordre. Le commandeur Ire classe en plus du blason avec la croix, comme ils le portent sur la poitrine. Les chevaliers sont autorisés à mener la Croix de l'ordre sur une boucle au bas du bouclier. 
Selon le § 9 des statuts de 1840, toutes les décorations de toutes les classes de l'ordre doivent être rendues. À cet égard, les insignes sont remis à la chancellerie de Darmstadt après le décès du membre par ses héritiers. À cela s’ajoute toutefois une obligation de restitution lorsqu’un porteur se voit décerner un ordre supérieur ou une couronne décorative à partir de la fin de 1881. 